# Helga Pollak-Kinská
Helga Pollak-Kinská ( 28. května 1930 Vídeň – 14. listopadu 2020), byla Rakušanka, která přežila holokaust.

## Život
Pollaková vyrůstala ve Vídni jako dcera majitele koncertní kavárny Palmhof na Mariahilfer Straße 135.[2] Její otec Otto Pollak (1894–1978) byl vojákem v první světové válce a byl invalidní. Helze Pollak bylo sedm let, když byli Židé po takzvané anexi Rakouska pronásledováni i ve Vídni. V létě 1938 byla proto umístěna k příbuzným do Kyjova v Československu, kde se naučila česky a kde navštěvovala českou školu.
Její rodiče se rozešli a její matka Frieda Pollak emigrovala do Velké Británie.
Po německé okupaci Čech, Moravy a Slezska v březnu 1939 měla být Helga Pollaková dopravena do bezpečí v Anglii kindertransportem He-Chaluc, ale to se nepodařilo. Židům bylo zakázáno navštěvovat veřejné školy a Helga Pollaková navštěvoval v Brně židovskou školu až do roku 1941. V lednu 1943 byla se svým otcem deportována do terezínského ghetta. Tam byla poslána do dívčího domova L 410 v ghettu. Helga Pollaková ve svém deníku očima a jazykem teenagerky popisuje život dívek v pokoji 28, tajné školní lekce, periferně jen jejich účast na představení dětské opery Brundibár, lekce sboru pod vedením Rafaela Schächtera a „ zkrášlovací aktivity“ u příležitosti zájezdu Mezinárodního červeného kříže. Byla mezi komparzisty, když byl Kurt Gerron nucen natočit film Theresienstadt. Z padesáti až šedesáti dívek, které byly během měsíců před deportací do vyhlazovacího tábora dočasně ubytovány v pokoji 28, zůstalo naživu pouze patnáct.
Dne 23. října 1944 byl Helga Pollaková transportována do koncentračního tábora Osvětim a odtud jako vězeň koncentračního tábora byla převezena do Oederanu, kde byl pobočný ženský tábor koncentračního tábora Flossenbürg, a to na nucené práce při výrobě munice pro Deutsche Kühl- und Kraftmaschinen GmbH (dceřiná společnost DKW). V dubnu 1945 byly přeživší vězeňkyně v dobytčích vagónech odvezeny do zpět do koncentračního tábora Terezín, kde zažila osvobození se svým otcem. Původně byla v karanténě kvůli riziku tyfu. V koncentračních táborech bylo zavražděno 63 lidí z její kyjovské rodiny.
V roce 1946 se Helga Pollaková přestěhovala do Londýna, aby žila se svou matkou a navštěvovala tam vysokou školu. V roce 1951 se provdala za německého Žida, který během nacistické éry uprchl do Bangkoku. Měli dvě děti, žili v Bangkoku a v Addis Abebě a v roce 1957 se vrátili do Vídně. Helga Pollaková-Kinská byla aktivní členkou Mezinárodní aliance žen.
V roce 1987 vedla rozhovor s Helgou Pollak-Kinskou československo-americká dokumentaristka Zuzana Justmanová pro svůj film Terezínský deník (Terezín Diary), která pak ve filmu Voices of the Children (1998) vyprávěla příběh tří přeživších holokaust z Terezína, jednou z nichž byla Pollak-Kinská. Film získal cenu Emmy v roce 1999 a ceny na Mezinárodním filmovém festivalu v Chicagu, v Chicagské mezinárodní televizní soutěži a na Filmovém festivalu New Haven.

## Dílo
- Mein Theresienstädter Tagebuch 1943–1944 und die Aufzeichnungen meines Vaters Otto Pollak. Mit historischen Fakten und Gesprächen mit Helga Kinsky ergänzt und herausgegeben von Hannelore Brenner. Edition Room 28, Berlin 2014, ISBN 978-3-00-043804-2.
- Můj terezínský deník 1943–1944 a zápisky mého otce Otty Pollaka. K vydání připravila, komentáři a rozhovory doplnila Hannelore Brenner. Praha: Nakladatelství XYZ ve společnosti Albatros media a.s., 2019, ISBN 978-80-7597-387-0 (česká jazyková verze předcházející publikace).